# 2015年のフランス
2015年のフランス （2015ねんのフランス）では、2015年のフランスに関する出来事について記述する。

## できごと

### 1月
- 1月7日 - シャルリー・エブド襲撃事件。パリ11区にある出版社「シャルリー・エブド」が襲撃され、12人が死亡。きっかけは同社の週刊誌に掲載されたイスラム過激派に対する風刺画。報道と表現の自由をめぐって議論が起こった。

### 3月
- 3月24日 - ジャーマンウイングス9525便墜落事故。ドイツの格安航空会社ジャーマンウイングスの9525便がフランスのアルプ＝ド＝オート＝プロヴァンス県に墜落。乗員乗客150人全員が死亡。

### 5月
- 5月13日-24日 - 第68回カンヌ国際映画祭。パルム・ドールはジャック・オーディアール監督の『ディーパンの闘い』が受賞。

### 6月
- 6月7日-8日 - ドイツバイエルン州エルマウ城で第41回先進国首脳会議。クリミア危機の影響で前回に引き続きロシアを除くG7の枠組みで開催。フランスからはフランソワ・オランド大統領が出席。

### 8月
- 8月21日 - タリス銃乱射事件。 アムステルダム発パリ行きの高速鉄道タリス車内でイスラーム過激派が銃を乱射。乗客の活躍で死者は無く、負傷者は3人に止まった。

### 11月
- 11月13日 - パリ同時多発テロ事件。パリ市街地とその郊外で同時多発的に発生。イスラーム過激派による犯行。死者130人、負傷者300人以上に及んだ。

## 周年
- 6月18日 - ワーテルローの戦いから200年。